# هاري جليسون
هاري جليسون (بالإنجليزية: Harry Gleason) هو لاعب كرة قاعدة أمريكي، ولد في 28 مارس 1875 في كامدن في الولايات المتحدة، وتوفي في 21 أكتوبر 1961.

## وصلات خارجية
- هاري جليسون على موقعبيزبول رفرنس.كوم (الدوري الرئيسي) (الإنجليزية)
- هاري جليسون على موقع جمعية أبحاث البيسبول الأمريكية (الإنجليزية)